# Siekierno
Siekierno – dawna wieś w Polsce położona w województwie świętokrzyskim, w powiecie kieleckim, w gminie Bodzentyn.
Siekierno było wsią biskupstwa krakowskiego w województwie sandomierskim w ostatniej ćwierci XVI wieku.
1 stycznia 2006 roku, na wniosek Rady Gminy Bodzentyn, nazwa Siekierno została zlikwidowana przez Ministra Spraw Wewnętrznych i Administracji.
Z Siekierna wyodrębniono cztery odrębne miejscowości: Siekierno-Podmieście, Siekierno-Przedgrab, Siekierno-Smyków i Siekierno-Stara Wieś.

## Historia
W "Słowniku Geograficznym Królestwa Polskiego i innych krajów słowiańskich" istnieje zapis o prawie do osadzenia wsi Siekierno datowany na rok 1334. W roku tym Jan Grot biskup krakowski "nadaje Łukaszowi sołtystwo we wsi Siekierno nad rzeką Crzemrza dla osadzenia wsi na 12 łanach na prawie średzkim (Kod. kat. krak. II, 10)"
W latach 1826–1831 działała w Siekiernie Szkoła Leśna Praktyczna – oddział Szkoły Szczególnej Leśnictwa w Warszawie (1818-1831). Zamknięta została w ramach represji po upadku powstania listopadowego. Pozostałością po szkole jest niewielki park o powierzchni 0,34 ha, którego drzewostan tworzą rodzime gatunki liściaste: klon zwyczajny, jesion wyniosły, buk zwyczajny, jarząb pospolity, a ponadto modrzew polski. W 2002 r. dawny park wpisany został do rejestru zabytków przyrody jako część składowa
Sieradowickiego Parku Krajobrazowego (nr ewidencyjny WKP 27).
W sierpniu 1944 w lesie siekierzyńskim doszło do mordu dokonanego przez oddział AK na grupie ukrywających się uciekinierów z getta w Skarżysku-Kamiennej. Zamordowano kilkadziesiąt osób (od 30 do 50, w tym kilka nieletnich dziewcząt). Zabójcy należeli do dowodzonego przez por. Kazimierza Olchowika ps. „Zawisza” oddziału „Barwy Białe” należącego do 2 Pułku Piechoty Legionów Armii Krajowej.
W latach 1975–1998 miejscowość administracyjnie należała do województwa kieleckiego.